# Sigchos
Sigchos è una parrocchia urbana dell'Ecuador, capoluogo dell'omonimo cantone, nella provincia del Cotopaxi.